# Star Trek: The Next Generation - Klingon Honor Guard
Star Trek: The Next Generation - Klingon Honor Guard est un jeu vidéo de tir à la première personne développé et édité par MicroProse, sorti en 1998 sur Windows et Mac OS.

## Accueil
- GameSpot : 6,4/10[1]